# De bijous van de Castafiore
De bijous van de Castafiore is een bijzonder stripverhaal uit 2004, dat past binnen de stripreeks De avonturen van Kuifje. Het album vertelt het verhaal van De juwelen van Bianca Castafiore in het Brussels dialect. Naar aanleiding van deze uitgave werd De avonturen van Kuifje omgevormd tot D'avonteure van Tintin.

## Situering van het album
De bijous van de Castafiore was het eerste Kuifje-album dat werd uitgegeven in een Nederlandstalig dialect en daarom ook het eerste Kuifje-album in het Brussels dialect.

## Bijzondere gegevens
De bijous van de Castafiore kreeg een dezelfde afbeelding op de kaft als de reguliere De juwelen van Bianca Castafiore. Men bracht ook een rood-witte stikker aan op de kaft met het opschrift In ’t Brussels. Het album werd uitgegeven in softcover.